# Ptyas dipsas
Ptyas dipsas är en ormart som beskrevs av Schlegel 1837. Ptyas dipsas ingår i släktet Ptyas och familjen snokar. Inga underarter finns listade i Catalogue of Life.
Denna orm förekommer på Sulawesi och på Halmahera. Det antas att den främst lever i skogar. Honor lägger antagligen ägg.
På Sulawesi röjdes stora delar av skogen. Populationens storlek är okänd. IUCN kategoriserar arten globalt som otillräckligt studerad.